# Бетти, Кьяра
Кьяра Бетти (итал. Chiara Betti; род. 12 марта 2002 в Тренто, Италия) — итальянская конькобежка, специализирующаяся в шорт-треке. Трёхкратный призёр чемпионатов мира, чемпионка Европы 2025 года в эстафете, двукратный призёр чемпионатов Европы 2024 и 2025 годов. Выступала за клубы "Velocisti Ghiaccio Pergine A.s.d.", "Circolo Pattinatori Pinè A.s.d."

## Биография
Кьяра Бетти начала кататься на коньках в коммуне Перджине-Вальсугана в возрасте 5-ти лет, пойдя по стопам своего старшего брата Франческо. Начинала тренироваться в конькобежном спорте, но позже перешла в шорт-трек, так как ей больше нравился контактный вид спорта.
Она впервые выступила в соревнованиях по шорт-треку в сезоне 2010/11 и заняла 2-е место на чемпионате Италии в младшей возрастной категории. В 2015 году выиграла серебро на юниорском чемпионате Италии по конькобежному спорту в многоборье. а через год стала бронзовым призёром в масс-старте и в спринте.
В сезоне 2017/18 впервые выступила на Национальном чемпионате Италии среди взрослых в шорт-треке и заняла 16-е место в многоборье, а также выиграла бронзовые медали в конькобежном спорте среди юниоров на первенстве страны в спринте, многоборье. После сезона 2018/19 она полностью перешла в шорт-трек. В 2019 Кьяра участвовала на чемпионате мира в Монреале и выиграла бронзу в эстафете, следом участвовала на Европейском юношеском олимпийском фестивале, где стала серебряным призёром в забеге на 1000 м, а в марте заняла 2-е место в многоборье на юниорском чемпионате Италии. 
В 2020 году на чемпионате мира в Бормио вновь заняла 3-е место в эстафете, в том же году она повредила позвонок и не могла кататься на коньках в течение трёх месяцев. Кьяра дебютировала в составе Национальной сборной по шорт-треку в сезоне 2022/23 на Кубке мира, а в марте 2023 года на чемпионате мира в Сеуле выиграла бронзовую медаль в смешанной эстафете. В сезоне 2023/24 на 1-м этапе Кубка мира в Монреале дважды поднималась с командой на 3-е место в смешанной эстафете. В январе 2024 года участвовала на чемпионате Европы в Гданьске, где стала серебряным призёром в женской эстафете, а в марте на чемпионате мира в Роттердаме выиграла серебряную медаль в смешанной эстафете.

## Личная жизнь и семья
Кьяра Бетти обучается в Университете Тренто на факультете психологии. Она любит проводить время с друзьями и семьёй, ходить в походы, готовить. Её старший брат Франческо представлял Италию в конькобежном спорте и участвовал в чемпионатах мира на одиночных дистанциях в 2020 и 2021 годах. Её младшая сестра Маргарита представляла Италию в шорт-треке на юниорском уровне, в том числе на чемпионате мира среди юниоров 2023 года.